# Топорів (ґміна)
Ґміна Топорув (пол. Gmina Toporów) — колишня (1934—1939 рр.) сільська ґміна Радехівського повіту Тарнопольського воєводства Польської республіки (1918—1939) рр. Центром ґміни було село Топорув.

1 серпня 1934 р. було створено ґміну Топорув у Радехівському повіті. До неї увійшли сільські громади: Гуціско Тужаньскє, Столпін, Топорув, Труйца і Туже.

У 1934 р. територія ґміни становила 127,02 км². Населення ґміни станом на 1931 рік становило 8 731 особа. Налічувалось 1 587 житлових будинків.
В 1940 р. ґміна ліквідована у зв’язку з утворенням Лопатинського району.